# Internazionali d'Italia 2010 - Qualificazioni singolare maschile
Le qualificazioni del singolare maschile degli Internazionali d'Italia 2010 sono state un torneo di tennis preliminare per accedere alla fase finale della manifestazione. I vincitori dell'ultimo turno sono entrati di diritto nel tabellone principale. In caso di ritiro di uno o più giocatori aventi diritto a questi sono subentrati i lucky loser, ossia i giocatori che hanno perso nell'ultimo turno ma che avevano una classifica più alta rispetto agli altri partecipanti che avevano comunque perso nel turno finale.
Le qualificazioni del Internazionali d'Italia  2010 prevedevano 28 partecipanti di cui 7 sono entrati nel tabellone principale.

## Teste di serie
1. Juan Ignacio Chela (Qualificato)
2. Michaël Llodra (Qualificato)
3. Alejandro Falla (primo turno)
4. Simon Greul (ultimo turno)
5. Leonardo Mayer (Qualificato)
6. Jarkko Nieminen (ultimo turno)
7. Aleksandr Dolhopolov (ultimo turno)

1. Serhij Stachovs'kyj (primo turno)
2. Marcel Granollers (primo turno)
3. Peter Luczak (Qualificato)
4. Andrej Golubev (ultimo turno)
5. Santiago Giraldo (Qualificato)
6. Pere Riba (primo turno)
7. Jan Hájek (Qualificato)

## Qualificati
1. Juan Ignacio Chela
2. Michaël Llodra
3. Marcel Granollers
4. Peter Luczak

1. Leonardo Mayer
2. Santiago Giraldo
3. Jan Hájek

## Tabellone

### Legenda
| - Q = Qualificato - WC = Wild card - LL = Lucky loser | - ALT = Alternate - SE = Special Exempt - PR = Protected Ranking | - w/o = Walkover - r = Ritirato - d = Squalificato |

### Sezione 1
|  | Primo turno | Primo turno    | Primo turno   | Primo turno | Primo turno |  |  | Ultimo turno | Ultimo turno | Ultimo turno | Ultimo turno | Ultimo turno |  |
|  |             |                |               |             |             |  |  |              |              |              |              |              |  |
|  | 1           | J I Chela      | J I Chela     | 6           | 6           |  |  |              |              |              |              |              |  |
|  |             | Federico Gaio  | Federico Gaio | 0           | 4           |  |  | 1            | J I Chela    | J I Chela    | 6            | 6            |  |
|  |             | Ó Hernández    | 4             | 6           | 6           |  |  |              | Ó Hernández  | Ó Hernández  | 3            | 1            |  |
|  | 8           | S Stachovs'kyj | 6             | 4           | 2           |  |  |              |              |              |              |              |  |

### Sezione 2
|  | Primo turno | Primo turno    | Primo turno    | Primo turno | Primo turno |  |  | Ultimo turno | Ultimo turno   | Ultimo turno   | Ultimo turno | Ultimo turno |  |
|  |             |                |                |             |             |  |  |              |                |                |              |              |  |
|  | 2           | Michaël Llodra | Michaël Llodra | 6           | 7           |  |  |              |                |                |              |              |  |
|  |             | Flavio Cipolla | Flavio Cipolla | 3           | 64          |  |  | 2            | Michaël Llodra | Michaël Llodra | 7            | 7            |  |
|  |             | Pere Riba      | Pere Riba      | 6           | 7           |  |  |              | Pere Riba      | Pere Riba      | 65           | 6            |  |
|  | 13          | Denis Istomin  | Denis Istomin  | 4           | 64          |  |  |              |                |                |              |              |  |

### Sezione 3
|  | Primo turno | Primo turno     | Primo turno     | Primo turno | Primo turno |  |  | Ultimo turno    | Ultimo turno    | Ultimo turno    | Ultimo turno | Ultimo turno |  |
|  |             |                 |                 |             |             |  |  |                 |                 |                 |              |              |  |
|  |             | D Gimeno Traver | D Gimeno Traver | 7           | 6           |  |  |                 |                 |                 |              |              |  |
|  | 3           | Alejandro Falla | Alejandro Falla | 5           | 1           |  |  | D Gimeno Traver | D Gimeno Traver | D Gimeno Traver | 2            | 4            |  |
|  |             | M Granollers    | M Granollers    | 6           | 6           |  |  | M Granollers    | M Granollers    | M Granollers    | 6            | 6            |  |
|  | 9           | Michael Russell | Michael Russell | 4           | 3           |  |  |                 |                 |                 |              |              |  |

### Sezione 4
|  | Primo turno | Primo turno  | Primo turno  | Primo turno | Primo turno |  |  | Ultimo turno | Ultimo turno | Ultimo turno | Ultimo turno | Ultimo turno |  |
|  |             |              |              |             |             |  |  |              |              |              |              |              |  |
|  | 4           | Simon Greul  | Simon Greul  | 7           | 6           |  |  |              |              |              |              |              |  |
|  |             | Miša Zverev  | Miša Zverev  | 68          | 1           |  |  | 4            | Simon Greul  | Simon Greul  | 2            | 2            |  |
|  | 10          | Peter Luczak | Peter Luczak | 6           | 6           |  |  | 10           | Peter Luczak | Peter Luczak | 6            | 6            |  |
|  |             | A Giannessi  | A Giannessi  | 1           | 3           |  |  |              |              |              |              |              |  |

### Sezione 5
|  | Primo turno | Primo turno     | Primo turno     | Primo turno | Primo turno |  |  | Ultimo turno | Ultimo turno   | Ultimo turno | Ultimo turno | Ultimo turno |  |
|  |             |                 |                 |             |             |  |  |              |                |              |              |              |  |
|  | 5           | Leonardo Mayer  | Leonardo Mayer  | 6           | 6           |  |  |              |                |              |              |              |  |
|  |             | Francesco Aldi  | Francesco Aldi  | 4           | 3           |  |  | 5            | Leonardo Mayer | 65           | 6            | 6            |  |
|  | 11          | Andrej Golubev  | Andrej Golubev  | 6           | 6           |  |  | 11           | Andrej Golubev | 7            | 1            | 4            |  |
|  |             | Thomas Fabbiano | Thomas Fabbiano | 4           | 3           |  |  |              |                |              |              |              |  |

### Sezione 6
|  | Primo turno | Primo turno      | Primo turno     | Primo turno | Primo turno |  |  | Ultimo turno | Ultimo turno     | Ultimo turno | Ultimo turno | Ultimo turno |  |
|  |             |                  |                 |             |             |  |  |              |                  |              |              |              |  |
|  | 6           | Jarkko Nieminen  | Jarkko Nieminen | 7           | 7           |  |  |              |                  |              |              |              |  |
|  |             | Alberto Martín   | Alberto Martín  | 64          | 63          |  |  | 6            | Jarkko Nieminen  | 6            | 1            | 63           |  |
|  | 12          | Santiago Giraldo | 63              | 6           | 6           |  |  | 12           | Santiago Giraldo | 3            | 6            | 7            |  |
|  |             | Nicolás Lapentti | 7               | 4           | 2           |  |  |              |                  |              |              |              |  |

### Sezione 7
|  | Primo turno | Primo turno   | Primo turno   | Primo turno | Primo turno |  |  | Ultimo turno | Ultimo turno | Ultimo turno | Ultimo turno | Ultimo turno |  |
|  |             |               |               |             |             |  |  |              |              |              |              |              |  |
|  | 7           | A Dolhopolov  | A Dolhopolov  | 6           | 6           |  |  |              |              |              |              |              |  |
|  |             | Gianluca Naso | Gianluca Naso | 1           | 3           |  |  | 7            | A Dolhopolov | 6            | 2            | 3            |  |
|  | 14          | Jan Hájek     | Jan Hájek     | 6           | 6           |  |  | 14           | Jan Hájek    | 3            | 6            | 6            |  |
|  |             | Jurij Ščukin  | Jurij Ščukin  | 3           | 2           |  |  |              |              |              |              |              |  |